# Mattanza – ein Liebestraum
Mattanza – ein Liebestraum ist ein 1968 auf Sizilien gedrehtes, deutsches Filmdrama von Jerzy Macc mit Günther Stoll in der Hauptrolle.

## Handlung
Fernsehstar Krämer hat die Nase voll, es wird ihm alles zu viel: der Jubel, der Trubel, die Heiterkeit daheim in Deutschland, wo er bekannt ist wie ein bunter Hund und einfach nicht zur Ruhe kommt. Daher beschließt er – zumindest vorübergehend – auszusteigen. Ihn zieht es in den sonnigen Süden, und auf Sizilien hofft er wieder zu sich zu finden und genügend Muße zu haben, sein bisheriges Leben zu reflektieren und zu überdenken. Vor Ort lernt Krämer, der sich hier das Pseudonym Dr. Randolf gegeben hat, die junge Rita kennen und schließlich lieben. Ist sie der Wendepunkt in seinem Leben, das, was er immer gesucht hat? Kann er mit ihr in eine neue Zukunft starten? Das Glück scheint zum Greifen nah, doch die Verfolger von daheim, die Paparazzi und Sensationsjournalisten, sind Krämer inzwischen längst auf der Spur, und sie jagen ihn solange, bis auch die Liebe zu Rita in die Brüche zu gehen droht.

## Produktionsnotizen
Mattanza – ein Liebestraum entstand Mitte 1968 auf Sizilien und lief am 23. Januar 1969 in den deutschen Kinos an.
Originellerweise wurde dieser Film über das gnadenlose Paparazzi-Unwesen von Zeitungsmachern produziert, präziser: von Ebelin Bucerius (1911–1997), der Gattin des Zeit-Verlegers Gerd Bucerius.

## Kritik
Das Lexikon des Internationalen Films meinte: „Zu schönen Landschaftsaufnahmen aus Sizilien ein Film im Stil einer Illustrierten-Geschichte.“